# ديفيد ويليس (رسام كارتون)
ديفيد ويليس (بالإنجليزية: David Willis)‏ هو رسام كارتون أمريكي، ولد في 3 أبريل 1979.